# Klosters
Klosters (Reto-Romaans: Claustra, Walserduits: Chlooschter) is een gemeente en plaats in het Zwitserse kanton Graubünden, en maakt deel uit van het district Prättigau/Davos.
De gemeente telt 4473 inwoners (december 2023) en is de hoogstgelegen gemeente in het Prattigäu. Van 1974 tot 2020 heette de gemeente Klosters-Serneus. De gemeente bestaat uit de aan elkaar gegroeide kernen Klosters-Platz en Klosters-Dorf en, iets stroomafwaarts, Serneus en Saas im Prattigäu.
Klosters dankt zijn naam aan een premonstratenzer klooster, dat in 1222 voor het eerst genoemd werd en in 1528 werd opgeheven. De toren van de protestantse dorpskerk is er het laatste overblijfsel van.
Sinds de opening van het Grand Hotel Vereina in 1904 is Klosters, dat aan de voet van de Silvretta ligt, een belangrijke wintersportplaats.
Klosters ligt aan de Landquart-Davos-Bahn en heeft sinds 1999 via de Vereinatunnel ook een treinverbinding met het Engadin.  

## Geschiedenis
In 1877 was Otto Stoll als arts actief in Klosters.